# JuglarMetal
Juglarmetal es un disco del grupo español de Folk Metal, Saurom, lanzado el 20 de febrero de 2006.

## Formación
- Miguel A. Franco Migue: Voz
- Antonio Ruiz Michael Donovan: Batería
- Raúl Rueda Raulito: Guitarra solista y acústicas
- José A. Gallardo Zzräipy: Bajo
- Santiago L. Carrasco Dr. Amor: Teclados, efectos y pirotecnia en directos
- Narci Lara El Juglar: Guitarra rítmica, acústicas, gaita, laúd, flautas y coros

## Colaboraciones

### Las Ninfas de los Bosques
- Coral Rivas Lobo: Voz en Missa Pro Defunctis y coros
- Sonia García Rhiwen: Voz en Las Tropas del Génesis, Krisâlida y La Musa y El Espíritu. Coros.
- Verónica del Campo: Voz y coros en Dracum Nocte
- Ana Vilches: Voz en Missa Pro Defunctis y coros
- Ascensión Molina Ascent: Flauta Travesera en Las Tropas del Génesis, Dracum Nocte y Dioses Eternos.

### El Batallón de Mordor
- Paco HobButrón: Coros
- Beltrán El Juglar Oscuro de Anvil of Doom: Voces guturales
- Enrique Incercia Rorro-Star: Coros
- Alejandro Rodríguez The Botijo: Coros

## Lista de canciones
| N.º | Título                                                          | Duración |  |
| 1.  | «Las tropas del Génesis» (Las crónicas de Zaluster, capítulo I) | 5:32     |  |
| 2.  | «Krisálida» (Las crónicas de Zaluster, capítulo II)             | 4:18     |  |
| 3.  | «Missa Pro Defunctis» (Las crónicas de Zaluster, capítulo III)  | 6:15     |  |
| 4.  | «La batalla con los cueros de vino»                             | 5:00     |  |
| 5.  | «La musa y el espíritu»                                         | 4:09     |  |
| 6.  | «Dracum Nocte»                                                  | 3:47     |  |
| 7.  | «Dioses eternos»                                                | 4:49     |  |
| 8.  | «Estrella sin luz»                                              | 3:42     |  |
| 9.  | «La Taberna»                                                    | 4:01     |  |
| 10. | «Marcha Inca» (Instrumental)                                    | 2:57     |  |
| 11. | «Historias del Juglar II»                                       | 4:01     |  |